# Хрящ-молочник золотисто-жовтий
Хрящ-молочник золотисто-жовтий (Lactarius chrysorrheus) — умовно-їстівний вид базидіомікотових грибів роду хрящ-молочник (Lactarius) родини сироїжкові (Russulaceae).

## Поширення
Вид поширений у помірній зоні Євразії, Північної Америки та у Північній Африці.
В Україні поширений спорадично на Поліссі, Лісостепу та у Криму.

## Морфологія
Шапинка діаметром 2,5–9 см, спочатку опукла з легкою вм'ятиною та загнутим краєм, згодом увігнуто-розпростерта, суха, гладенька, блідо-рожевувато-коричнева до м'ясо-червонуватої, по краях блідіша, з темнішими вохристими, глинисто-рожевими до коралово-червоних зонами, іноді з темними плямами одного кольору з зонами. Пластинки широко прирослі або злегка спускаються на ніжку, густі, без анастомозів, кремові, згодом рожевувато-коричневі (кольору шапинки).
Спори 5,3–9×5–7 мкм, округлі, амілоїдні, орнаментовані бородавками та короткими ребрами, що утворюють незавершену сітку. Споровий порошок солом'яно-жовтий. Ніжка 2–4,5×0,6–2 см, циліндрична або злегка розширюється донизу, гладенька, при основі оксамитова до слабко повстистої, суха, біла до блідо-кремової, з віком темнішає до світло рожевувато-коричневої з світлішою верхівкою. М'якуш досить щільний, в ніжці з порожниною, білий до блідо-коричнюватого, на зламі швидко стає блідо-сірчано-жовтим, особливо над пластинками, смак м'який, майже відразу стає гірким до пекучого, запах слабкий, кислувато-фруктовий. Пряжки відсутні.
Молочний сік білий, на повітрі швидко стає сірчано-жовтим до лимонно-жовтого, смак гіркий. Плодові тіла з'являються в липні–жовтні.

## Екологія
Росте у широколистяних лісах (переважно дубових), зрідка парках; як на вапнякових, так і на кислих ґрунтах. Трапляється поодинці та невеликими групами.

## Охорона
Охороняється у Кримському природному заповіднику та Ялтинському гірсько-лісовому природному заповіднику. Причиною зменшення популяції виду може стати збирання населенням та вирощування лісів. Необхідно створити ботанічні заказники в інших місцезнаходженнях виду та виділити вид в чисту культуру.